# Ian McLagan
Ian Patrick McLagan, född 12 maj 1945 i Hounslow i London, död 3 december 2014 i Austin i Texas, var en brittisk musiker. Han var mest känd som medlem i rockbanden Faces och Small Faces.
McLagan avled efter en stroke den 3 december 2014 vid 69 års ålder.

## Diskografi (solo)
Studioalbum
- Troublemaker (Mercury, 1979)
- Bump in the Night (Mercury, 1980)
- Best of British (Maniac, 2000)
- Rise & Shine (Maniac, 2004) (Gaff Music)
- Here Comes Trouble (Maniac, 2005)
- Spiritual Boy (Maniac, 2006)
- Never Say Never (Maniac, 2008) (00:02:59 Records)
- United States (Maniac, 2014) (Yep Roc Records)

Livealbum
- Live (Maniac, 2006)
- Live At The Lucky Lounge (Maniac, 2013)

EP
- Last Chance to Dance (Barking Dog, 1985)

### Fotnoter
1. ↑  Ruhlmann, William. ”Ian McLagan”. Allmusic.com. http://www.allmusic.com/artist/ian-mclagan-p19265/biography. Läst 21 februari 2011.
2. ↑  Hernandez, Raoul (3 december 2014). ”Ian McLagan 1945-2014” (på engelska). austinchronicle.com. http://www.austinchronicle.com/daily/music/2014-12-03/ian-mclagan-1945-2014/. Läst 4 december 2014.